# Велосипедная спица

Спица велосипедного колеса

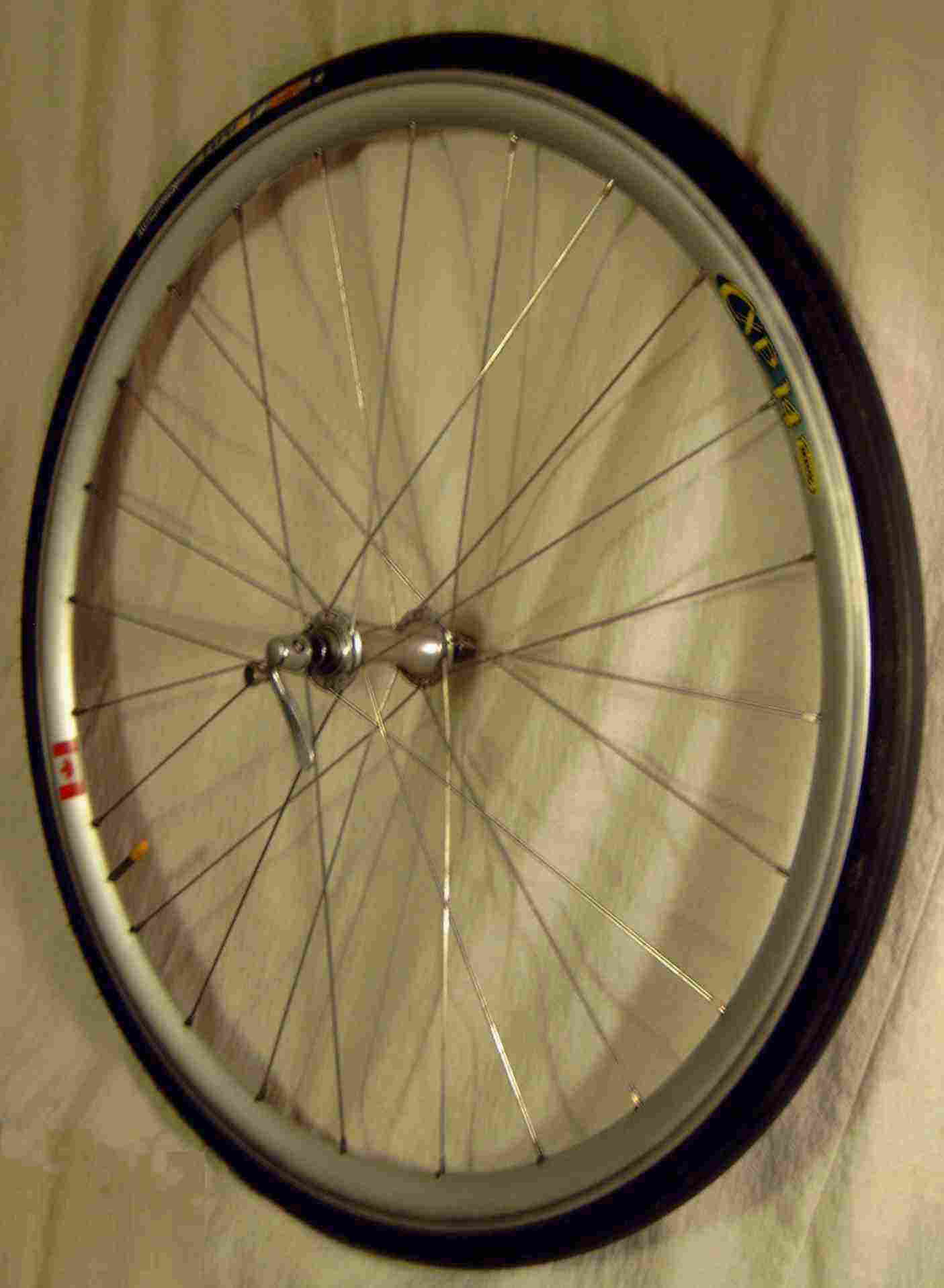
Велосипедное колесо с металлическими спицами.

Велосипедная спица — спица велосипедного колеса; конструктивный элемент колеса, представляет собой стержень, соединяющий центральную часть колеса (ступицу) и его обод. Использование спиц позволяет значительно облегчить конструкцию колеса, при этом не снижая его прочности.
Спицы производят из стали, алюминия, титана и углеволокна (карбона). В связи с относительной новизной и высокой ценой на карбон, спицы из этого материала встречаются редко. Спицы из стали хромируются или никелируются. Спица соединяет втулку колеса с ободом при помощи ниппеля, который накручивается на спицу (со стороны обода). Ниппель изготавливают из стали, латуни, алюминия.
Для натяжки спиц используется спицевой ключ, установка и натяжка производятся путём закручивания ниппеля. Спицы должны быть натянуты с одинаковой силой, чтобы равномерно распределять нагрузку.

## Типоразмеры
Все спицы можно разделить на две основные группы:
- прямые
- непрямые

Прямые спицы в последнее время получают широкое распространение из-за более высокой прочности.
Спицы бывают постоянного и переменного сечения. Наиболее часто встречаемый диаметр для спиц постоянного сечения — 2,032 мм.
Спицы переменного сечения можно разделить на:
- Single-butted имеют утолщение у конца с головкой. Иногда используются, когда нужна большая прочность на колесе с ободом со стандартными отверстиями.
- Double-butted имеют утолщения у концов и тонкую среднюю часть. такая конструкция позволяет производить более лёгкие, прочные и эластичные спицы. основной эффект данных спиц наблюдается при ударных нагрузках, когда спица сохраняет прочность в точках сосредоточения напряжений (у ниппеля и у фланца) и одновременно эластично растягивается, передавая часть нагрузки на соседние спицы.
- Triple-butted имеют три различных диаметра в сечении.
- Аэродинамические (эллиптические) спицы, утончённая часть этих спиц имеет сечение в виде эллипса, что делает такую спицу немного более обтекаемой.
- Аэродинамические (плоские) имеют более ярко выраженный плоский либо каплевидный аэродинамический профиль.

### Размер спиц
Размеры спицы часто измеряются калибром проволоки (AWG) и находятся в пределах 17-10G. Наиболее часто встречаются спицы размера 14G.
Ниппеля для спицы имеют разную длину (напр, 12, 14, 16мм), и их размер также обозначается G (G14, G15), но с практической точки зрения важен не только их внутренний диаметр (резьбы), но и размер (мм) четырехгранника. Например ниппель G14 имеет наружный размер четырехгранника 3,3мм (ключ под него 3,3мм, с маркировкой G14), G15 - имеет размер 3,23мм 
| «Gage» номер | AWG, мм | British S.W.G., мм |
| ------------ | ------- | ------------------ |
| 12           | 2,6797  | 2,6416             |
| 13           | 2,3241  | 2,3368             |
| 14           | 2,032   | 2,032              |
| 15           | 1,8288  | 1,8288             |
| 16           | 1,5875  | 1,6256             |
| 17           | 1,3716  | 1,4224             |

## Варианты расположения спиц

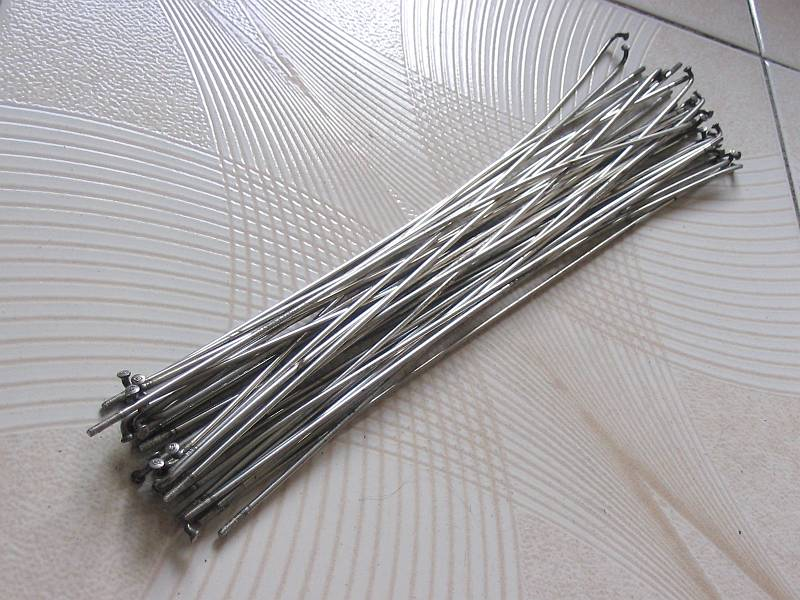
Спицы без ниппелей

Схема расположения спиц (жарг. спицовка) — это схема взаимного расположения спиц, ступицы колеса (втулки) и обода. Чаще всего встречается спицовка «в три креста» — каждая спица перекрещивается с тремя другими спицами того же фланца. Наименьшую массу комплект спиц имеет при радиальной спицовке (ноль крестов), но при радиальной спицовке сильно увеличивается нагрузка на спицы и особенно фланец втулки. Наиболее предпочтительный вариант имеет смысл выбирать в зависимости от характера использования велосипеда.